# Poljska Ržana
Poljska Ržana (cyr. Пољска Ржана) – wieś w Serbii, w okręgu pirockim, w mieście Pirot. W 2011 roku liczyła 1276 mieszkańców.